# Theodor Munteanu
Theodor Munteanu (n. 28 septembrie 1939, Galați, România – d. 23 februarie 2022, Galați, România) a fost un interpret român de muzică ușoară. A cochetat cu muzica de mic copil, iar la 17 ani cânta deja în spectacole.

## Activitatea profesională
Theodor Munteanu a lucrat 40 de ani la Teatrul Muzical „Nae Leonard” din Galați. A colaborat cu Centrul Cultural „Dunărea de Jos” din Galați. A lucrat cu textierii Mihai Maximilian, George Mihalache, Cecilia Silvestre sau Eugen Rotaru. Pe scenă a cântat alături de Nicolae Nițescu, Lucky Marinescu, Gabriel Dorobanțu și Doina Ghițescu.
Din 2009 a fost realizatorul și prezentatorul emisiunii „România, my love”, difuzată la Vox Tv Regional

## Discografie
Albume de studio lansate de Electrecord
- Triki, Triki
- Opa Nina Ninai-Na (1983)
- Bună Ziua, Iubire (1990)